# كارول سيمبسون
كارول سيمبسون (بالإنجليزية: Carole Simpson)‏ هي مذيعة أخبار وصحفية أمريكية، ولدت في 7 ديسمبر 1941 في شيكاغو في الولايات المتحدة.

## وصلات خارجية
- كارول سيمبسون على موقع IMDb (الإنجليزية)